# Andrena schulzi
Andrena schulzi là một loài Hymenoptera trong họ Andrenidae. Loài này được Strand mô tả khoa học năm 1921.